# Stumpertenrod
Stumpertenrod ist ein Ortsteil der Gemeinde Feldatal im mittelhessischen Vogelsbergkreis.

## Geographische Lage und Verkehr
Stumpertenrod liegt am Vogelsberg im Naturpark „Hoher Vogelsberg“. Durch den Ort führt die Landesstraße 3070. Den öffentlichen Personennahverkehr stellt die Buslinie VB-77 der Verkehrsgesellschaft Oberhessen her.

## Ortsgeschichte

### Mittelalter
Der auf -rade endende ursprüngliche Ortsname lässt nicht auf eine Gründung zwischen 800 und 1000 n. Chr. schließen. Eher ist auf einen Beginn der Siedlung am Ende der Rodungszeit zu denken. Das Grundwort „-rade“ verweist ins 13., eher 14. Jahrhundert.
Die urkundliche Ersterwähnung von Stumpertenrod stammt vom 13. Juli 1335: „... in deme dorfh zu Stuômprathisrade“. Diese Urkunde belegt, dass Stumpertenrod die Siedlungsform eines Dorfs besaß. 1369 wird ein „... Meyngos von Stumprachterode“ erwähnt. Dieser verkaufte am 28. Januar 1369 mit seiner „ehelichen Wirtin“ Dylge das „Bachusen Gud“ in „Oberstumpertenrod“ für 18 rote Gulden an das Kloster Wirberg. Oberstumpertenrod war eine Wüstung bei Stumpertenrod.
Die Namenforschung vermutet als Ursprung des Ortsnamens einen Übernamen, der abgeleitet wird dem mittelhochdeutschen Adjektiv „stumpf“ = verstümmelt, unvollkommen. Außerdem wird der Rufnamenstamm „berhta“ als Ursprung angesehen, vergleichbar mit Berstadt in der Wetterau.

### Neuzeit
Die Statistisch-topographisch-historische Beschreibung des Großherzogthums Hessen berichtet 1830 über Stumpertenrod:

„Stumpertenrod (L. Bez. Alsfeld) erangel. Pfarrdorf; liegt im Vogelsberg, 3 1⁄2 St. von Alsfeld, hat 102 Häuser und 539 Einwohner, die außer 1 Katholiken evangelisch sind. Die Einwohner nähren sich hauptsächlich von Ackerbau uns Viehzucht. Unter den Handwerkern befinden sich mehrere Dreher, Schreiner, Schmiede, Leineweber etc.“

Am 31. Dezember 1971 wurden im Zuge der Gebietsreform in Hessen die bis dahin selbstständigen Gemeinden Ermenrod, Groß-Felda, Kestrich, Köddingen, Stumpertenrod, Windhausen und Zeilbach zur neuen Großgemeinde Feldatal zusammengeschlossen.
2008 wurde eine Sternwarte eingeweiht.
Stumpertenrod ist bekannt für das jährliche Mühlenfest, welches einmal im Jahr zur Sommerzeit stattfindet. Hierbei kommen sämtliche Handwerks- sowie Bastelbegeisterte zusammen und verkaufen an einzelnen Ständen ihre hergestellten Waren. Für diesen Tag ist der komplette Ort gesperrt und nicht durchfahrbar.
2019 wurde Stumpertenrod als „dolles Dorf“ in der Hessenschau gezogen.

### Territorialgeschichte und Verwaltung
Die folgende Liste zeigt im Überblick, die Territorien, in denen Stumpertenrod lag, bzw. die Verwaltungseinheiten, denen es unterstand:
- vor 1567: Heiliges Römisches Reich, Landgrafschaft Hessen, Amt Ulrichstein, Gericht Felda
- ab 1567: Heiliges Römisches Reich, Amt Ulrichstein (Söhne der Margarethe von der Saale)[13]
- ab 1570: Heiliges Römisches Reich, Landgrafschaft Hessen-Marburg, Amt Ulrichstein, Gericht Felda
- 1604–1648: Heiliges Römisches Reich, strittig zwischen Landgrafschaft Hessen-Darmstadt und Landgrafschaft Hessen-Kassel (Hessenkrieg)
- ab 1604: Heiliges Römisches Reich, Landgrafschaft Hessen-Darmstadt, Oberfürstentum Hessen, Amt Ulrichstein, Gericht Felda[14]
- 1787: Heiliges Römisches Reich, Landgrafschaft Hessen-Darmstadt, Oberfürstentum Hessen, Amt Ulrichstein, Gericht Felda[15]
- ab 1806: Rheinbund, Großherzogtum Hessen, Oberfürstentum Hessen, Amt (und Gericht ab 1803) Ulrichstein[16][17]
- ab 1815: Deutscher Bund, Großherzogtum Hessen, Provinz Oberhessen, Amt und Gericht Ulrichstein[18]
- ab 1821: Deutscher Bund, Großherzogtum Hessen, Provinz Oberhessen, Landratsbezirk Romrod (Trennung zwischen Justiz (Landgericht Alsfeld) und Verwaltung)[19]
- ab 1829: Deutscher Bund, Großherzogtum Hessen, Provinz Oberhessen, Landratsbezirk Alsfeld (Amtssitzverlegung)
- ab 1832: Deutscher Bund, Großherzogtum Hessen, Provinz Oberhessen, Landkreis Alsfeld
- ab 1838: Deutscher Bund, Großherzogtum Hessen, Provinz Oberhessen, Kreis Grünberg
- ab 1848: Deutscher Bund, Großherzogtum Hessen, Regierungsbezirk Alsfeld
- ab 1852: Deutscher Bund, Großherzogtum Hessen, Provinz Oberhessen, Landkreis Alsfeld
- ab 1867: Norddeutscher Bund, Großherzogtum Hessen, Provinz Oberhessen, Landkreis Alsfeld
- ab 1871: Deutsches Reich, Großherzogtum Hessen, Provinz Oberhessen, Landkreis Alsfeld
- ab 1874: Deutsches Reich, Großherzogtum Hessen, Provinz Oberhessen, Landkreis Schotten
- ab 1918: Deutsches Reich, Volksstaat Hessen, Provinz Oberhessen, Landkreis Schotten
- ab 1938: Deutsches Reich, Volksstaat Hessen, Provinz Oberhessen, Landkreis Alsfeld
- ab 1945: Amerikanische Besatzungszone, Groß-Hessen, Regierungsbezirk Darmstadt, Landkreis Alsfeld
- ab 1949: Bundesrepublik Deutschland, Land Hessen (seit 1946), Regierungsbezirk Darmstadt, Landkreis Alsfeld
- am 31. Dezember 1971 wurde Stumpertenrod mit anderen Gemeinden der neu gebildeten Gemeinde Feldatal eingegliedert.
- ab 1971:  Bundesrepublik Deutschland, Land Hessen, Regierungsbezirk Darmstadt, Landkreis Lauterbach
- ab 1972: Bundesrepublik Deutschland, Land Hessen, Regierungsbezirk Darmstadt, Vogelsbergkreis
- ab 1981: Bundesrepublik Deutschland, Land Hessen, Regierungsbezirk Gießen, Vogelsbergkreis

### Gerichte seit 1803
In der Landgrafschaft Hessen-Darmstadt wurde mit Ausführungsverordnung vom 9. Dezember 1803 das Gerichtswesen neu organisiert. Für die Provinz Oberhessen wurde das Hofgericht Gießen als Gericht der zweiten Instanz eingerichtet. Die Rechtsprechung der ersten Instanz wurde durch die Ämter bzw. Standesherren vorgenommen und somit war für Stumpertenrod das Amt Ulrichstein zuständig.
Das Hofgericht war für normale bürgerliche Streitsachen Gericht der zweiten Instanz, für standesherrliche Familienrechtssachen und Kriminalfälle die erste Instanz. Die zweite Instanz für die Patrimonialgerichte waren die standesherrlichen Justizkanzleien. Übergeordnet war das Oberappellationsgericht Darmstadt.
Mit der Gründung des Großherzogtums Hessen 1806 wurde diese Funktion beibehalten, während die Aufgaben der ersten Instanz 1821–1822 im Rahmen der Trennung von Rechtsprechung und Verwaltung auf die neu geschaffenen Land- bzw. Stadtgerichte übergingen. Stumpertenrod viel in den Gerichtsbezirk des Landgerichts Alsfeld. Durch Verfügung des Großherzoglich Hessischen Ministerium des Innern und der Justiz wurde am 1. Dezember 1838 Stumpertenrod an den Bezirk des neu errichteten Landgerichts Ulrichstein abgetreten.
Anlässlich der Einführung des Gerichtsverfassungsgesetzes mit Wirkung vom 1. Oktober 1879, infolge derer die bisherigen großherzoglich hessischen Landgerichte durch Amtsgerichte an gleicher Stelle ersetzt wurden, während die neu geschaffenen Landgerichte nun als Obergerichte fungierten, kam es zur Umbenennung in „Amtsgericht Ulrichstein“ und Zuteilung zum Bezirk des Landgerichts Gießen.
1943 verlor das Amtsgericht Ulrichstein seine Selbständigkeit und wurde zur Zweigstelle des Amtsgerichts Schotten. Mit Wirkung zum 1. Juli 1968 erfolgte die Auflösung des Amtsgerichts Schotten und Stumpertenrod kam zum Gerichtsbezirk des Amtsgerichts Alsfeld.
Die übergeordneten Instanzen sind jetzt, das Landgericht Gießen, das Oberlandesgericht Frankfurt am Main sowie der Bundesgerichtshof als letzte Instanz.

### Einwohnerentwicklung
| • 1791: | 477 Einwohner                       |
| • 1800: | 452 Einwohner                       |
| • 1806: | 503 Einwohner, 98 Häuser            |
| • 1829: | 539 Einwohner, 102 Häuser           |
| • 1867: | 581 Einwohner, 99 bewohnte Gebäude  |
| • 1875: | 552 Einwohner, 105 bewohnte Gebäude |

| Stumpertenrod: Einwohnerzahlen von 1791 bis 2018 | Stumpertenrod: Einwohnerzahlen von 1791 bis 2018 | Stumpertenrod: Einwohnerzahlen von 1791 bis 2018 | Stumpertenrod: Einwohnerzahlen von 1791 bis 2018 | Stumpertenrod: Einwohnerzahlen von 1791 bis 2018 |
| --- | ------------------------------------------------ | ------------------------------------------------ | ------------------------------------------------ | ------------------------------------------------ |
| Jahr |                                                  |                                                  |                                                  | Einwohner                                        |
| 1791 | 1791                                             |                                                  | 477                                              | 477                                              |
| 1800 | 1800                                             |                                                  | 452                                              | 452                                              |
| 1806 | 1806                                             |                                                  | 503                                              | 503                                              |
| 1829 | 1829                                             |                                                  | 539                                              | 539                                              |
| 1834 | 1834                                             |                                                  | 545                                              | 545                                              |
| 1840 | 1840                                             |                                                  | 536                                              | 536                                              |
| 1846 | 1846                                             |                                                  | 595                                              | 595                                              |
| 1852 | 1852                                             |                                                  | 611                                              | 611                                              |
| 1858 | 1858                                             |                                                  | 538                                              | 538                                              |
| 1864 | 1864                                             |                                                  | 534                                              | 534                                              |
| 1871 | 1871                                             |                                                  | 548                                              | 548                                              |
| 1875 | 1875                                             |                                                  | 552                                              | 552                                              |
| 1885 | 1885                                             |                                                  | 589                                              | 589                                              |
| 1895 | 1895                                             |                                                  | 587                                              | 587                                              |
| 1905 | 1905                                             |                                                  | 549                                              | 549                                              |
| 1910 | 1910                                             |                                                  | 531                                              | 531                                              |
| 1925 | 1925                                             |                                                  | 516                                              | 516                                              |
| 1939 | 1939                                             |                                                  | 488                                              | 488                                              |
| 1946 | 1946                                             |                                                  | 657                                              | 657                                              |
| 1950 | 1950                                             |                                                  | 547                                              | 547                                              |
| 1956 | 1956                                             |                                                  | 423                                              | 423                                              |
| 1961 | 1961                                             |                                                  | 433                                              | 433                                              |
| 1967 | 1967                                             |                                                  | 460                                              | 460                                              |
| 1970 | 1970                                             |                                                  | 443                                              | 443                                              |
| 1980 | 1980                                             |                                                  | ?                                                | ?                                                |
| 1990 | 1990                                             |                                                  | ?                                                | ?                                                |
| 2000 | 2000                                             |                                                  | ?                                                | ?                                                |
| 2011 | 2011                                             |                                                  | 354                                              | 354                                              |
| 2018 | 2018                                             |                                                  | 345                                              | 345                                              |
| Datenquelle: Historisches Gemeindeverzeichnis für Hessen: Die Bevölkerung der Gemeinden 1834 bis 1967. Wiesbaden: Hessisches Statistisches Landesamt, 1968. Weitere Quellen: ; Zensus 2011 |                                                  |                                                  |                                                  |                                                  |

### Religionszugehörigkeit
| • 1829: | 528 evangelische, ein katholischer Einwohner                         |
| • 1961: | 420 evangelische (= 97,00 %) und 13 katholische (= 3,00 %) Einwohner |

## Sehenswürdigkeiten

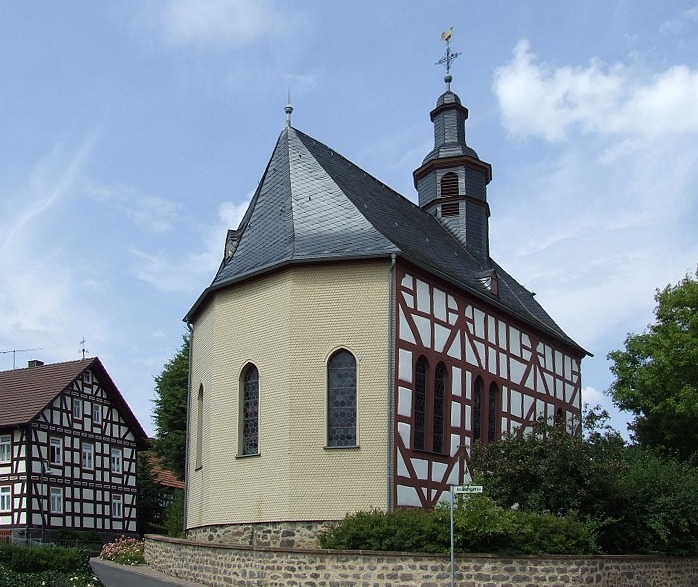
Fachwerkkirche in Stumpertenrod

- Evangelische Kirche, 1712 vollendet

## Persönlichkeiten
- Friedrich Wilhelm Stein (1887–1956), Abgeordneter des Hessischen Landtags
- Hermann Otto Geißler (* 1934), Pastor in Wiesbaden, Kenner des Kirchenkampfs in Hessen